# Leersia oryzoides
Il riso selvatico (Leersia oryzoides (L.) Sw., 1788) è una pianta erbacea perenne della famiglia delle Poaceae.

## Etimologia
Il nome generico (Leersia) è stato dato in ricordo del botanico e farmacista tedesco Johann Daniel Leers (1727-1774). L'epiteto specifico (oryzoides) significa "simile a Oryza, simile al riso"; Oryza (= riso) deriva da un'antica parola prima greca e poi latina per la pianta del riso.
Il binomio scientifico di questa pianta inizialmente era Phalaris oryzoides, proposto dal botanico Linneo (1707 – 1778), conosciuto anche come Carl von Linné in una pubblicazione del 1753, modificato successivamente in quello attualmente accettato Leersia oryzoides proposto dal naturalista, botanico e tassonomista svedese Olof Peter Swartz (Norrköping, 21 settembre 1760 – Stoccolma, 19 settembre 1816) nella pubblicazione "Nova Genera & Species Plantarum seu Prodromus descriptionum Vegetabilium, maximam partem incognitorum quae sub itinere in Indiam Occidentalem annis 1783-87. -  21. 1788" del 1788.

## Descrizione

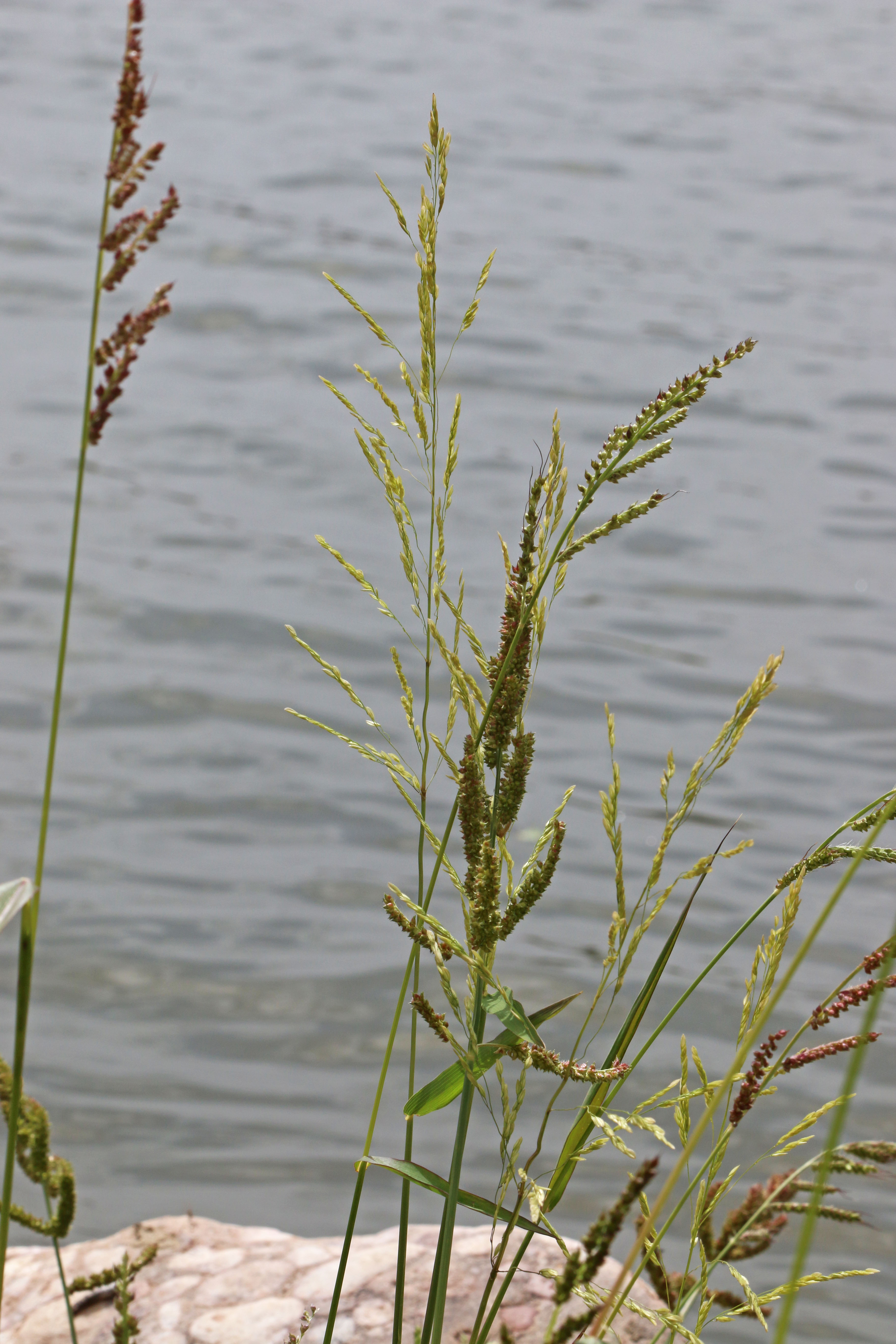
Il portamento

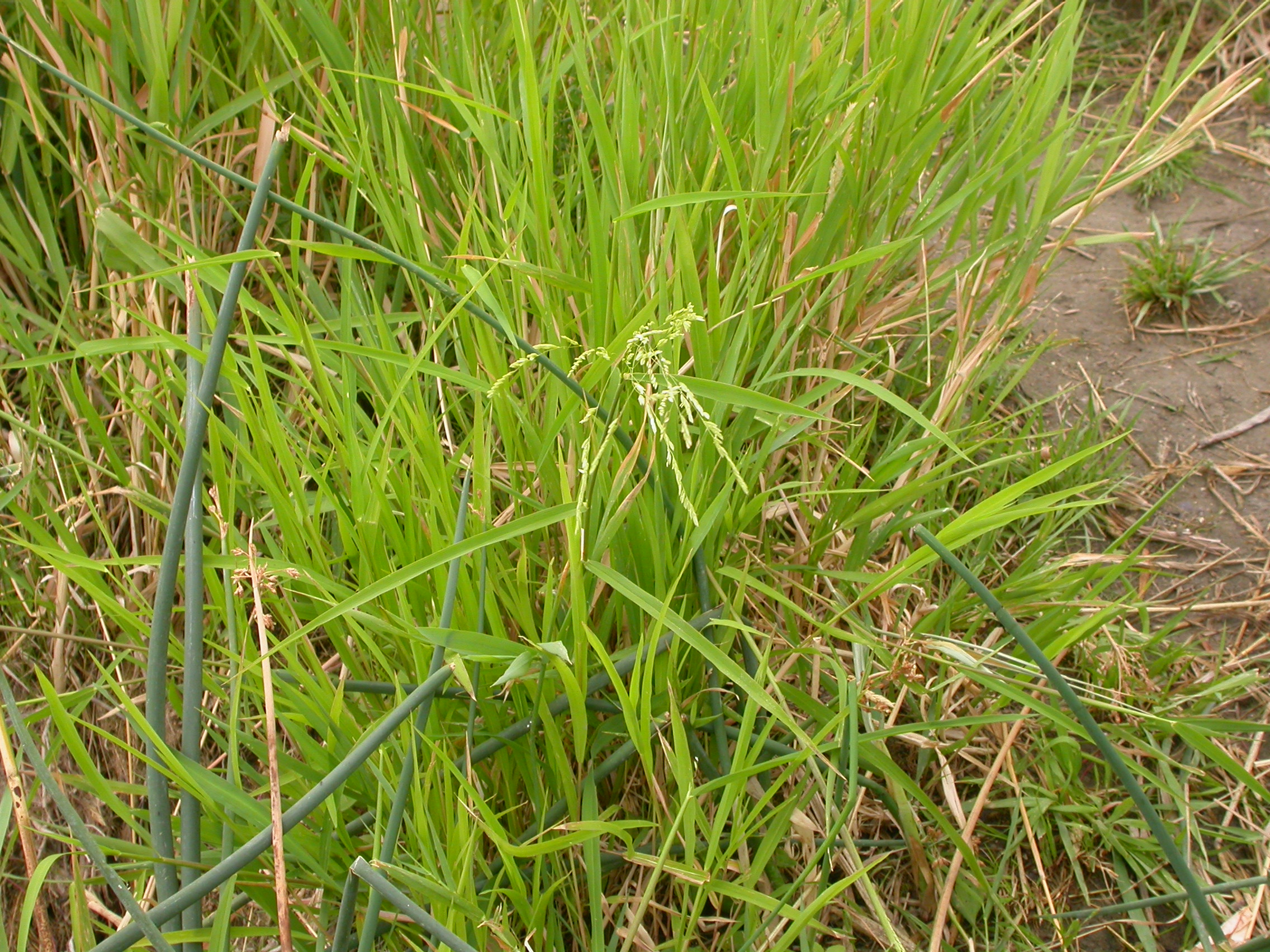
Le foglie

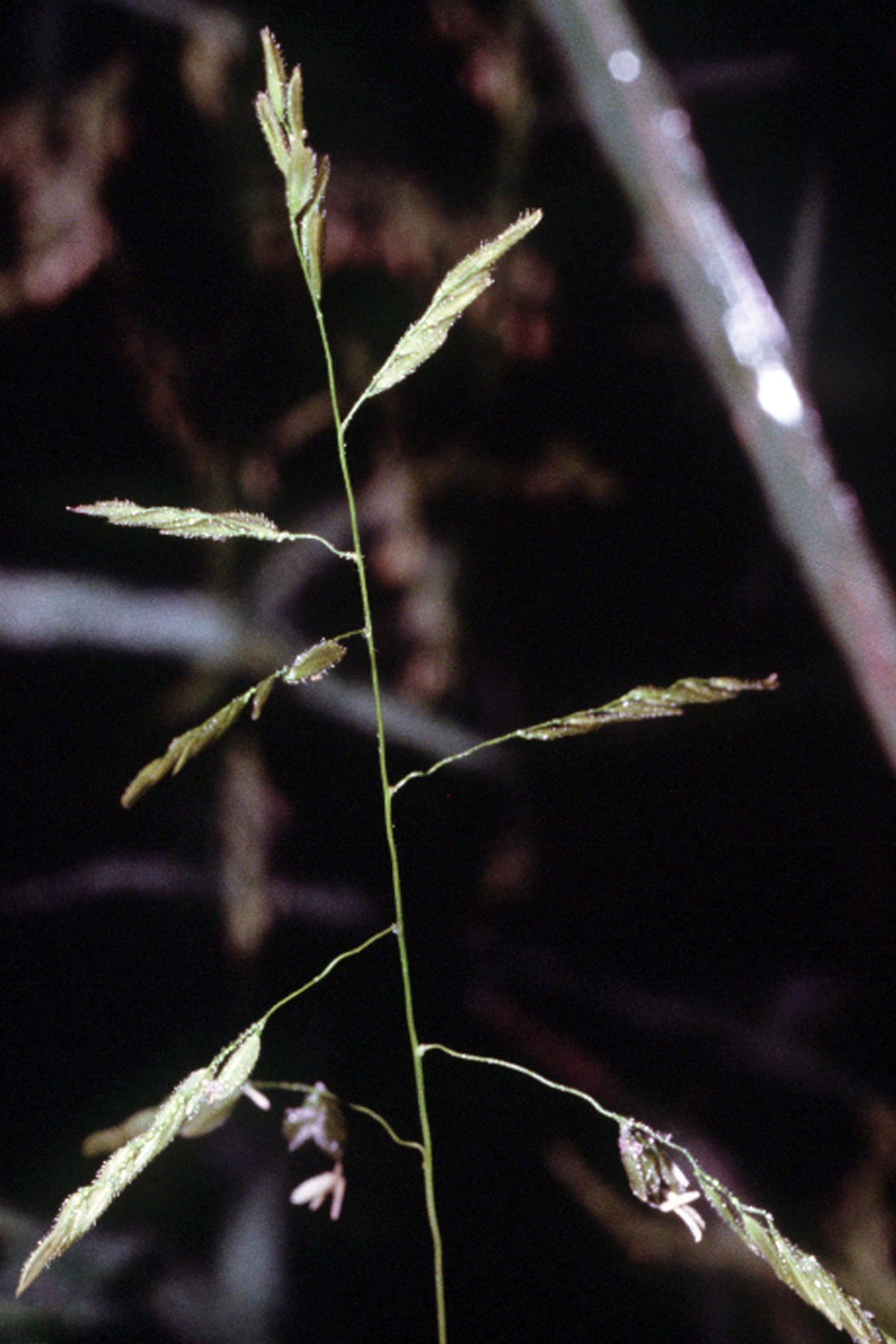
Infiorescenza

Le piante di questa specie sono alte da 3 a 20 cm (massimo 150 cm). La forma biologica è geofita rizomatosa (G rhiz), sono piante perenni erbacee che portano le gemme in posizione sotterranea; durante la stagione avversa non presentano organi aerei e le gemme si trovano in organi sotterranei come bulbi, tuberi e rizomi, fusti sotterranei dai quali, ogni anno, si dipartono radici e fusti aerei. Per queste piante è definita anche la forma biologica Elofita (He), sono piante semi-acquatiche con la base e le gemme perennanti sommerse, ma con il fusto e le foglie aeree. Sono solitamente presenti nelle paludi e sulle rive dei laghi, terreni acquitrinosi dove formano i canneti. Queste piante sono prive di spine.

### Radici
Le radici sono secondarie da rizoma del tipo fascicolato.

### Culmo
- Parte ipogea: la parte sotterranea consiste in un brevi (o anche allungati) rizomi sottili.
- Parte epigea: la parte aerea del culmo è eretta o ascendente. Il culmo è erbaceo (non legnoso e quindi fragile) ed è suddiviso in nodi (da spugnosi a più o meno solidi e pubescenti) e internodi.

### Foglie
Le foglie sono composte da una guaina (lunga più o meno come l'internodo), una ligula (tronca) e una lamina scabra (anche sui margini) con forme lanceolate strette. Sia la lamina che il nervo centrale sono biancastri. La nervatura è di tipo parallelinervia. Nelle foglie sono presenti dei corpi di silice. Dimensione della lamina: larghezza 0,5 – 1 cm; lunghezza 10 – 20 cm. Lunghezza della ligula: 1 mm.

### Infiorescenza
- Infiorescenza principale (sinfiorescenza o semplicemente spiga): le infiorescenze (ramificate; 1 - 3 rami per nodo) sono delle pannocchie aperte (non pelose) da piramidali a ovali lasse spesso avvolte (parzialmente o completamente) nella guaina delle foglie superiori. I rami sono flessuosi e molto sottili. Lunghezza dell'infiorescenza: 10 – 20 cm.
- Infiorescenza secondaria (o spighetta): le spighette, con forme da ellittico-oblunghe, portate da rachille allungate e compresse lateralmente, hanno un solo fiore ermafrodito, pedicellato sotteso da due brattee (un lemma e una palea) entrambe carenate, mutiche e cigliate sulla carena. Le glume, alla base della spighetta, in questa specie sono assenti. Il colore della spighetta è biancastro con venature verdi. Lunghezza della spighetta: 4 – 5 mm.

### Fiore
I fiori sono ermafroditi (bisessuali). In genere sono attinomorfi formati da 3 verticilli: perianzio ridotto, androceo  e gineceo.
- Formula fiorale:

- , P 2, A (1-)3(-6), G (2-3) supero, cariosside.

- Il perianzio in queste specie è ridotto e formato da due-tre lodicule, delle squame, poco visibili (forse relitto di un verticillo di 3 sepali). Le lodicule possono essere membranose, glabre o cigliate.

- L'androceo è composto da 3 stami ognuno con un breve filamento, un'antera e due teche. Le antere sono basifisse con deiscenza laterale. Il polline è monoporato. Lunghezza delle antere: 1,5 - 2 mm.

- Il gineceo è composto da 3-(2) carpelli connati formanti un ovario supero. L'ovario ha un solo loculo con un solo ovulo subapicale (o quasi basale). L'ovulo è anfitropo e semianatropo e tenuinucellato o crassinucellato.  Lo stilo è unico con due stigmi papillosi.

- Fioritura: da agosto a settembre (ottobre)

### Frutti

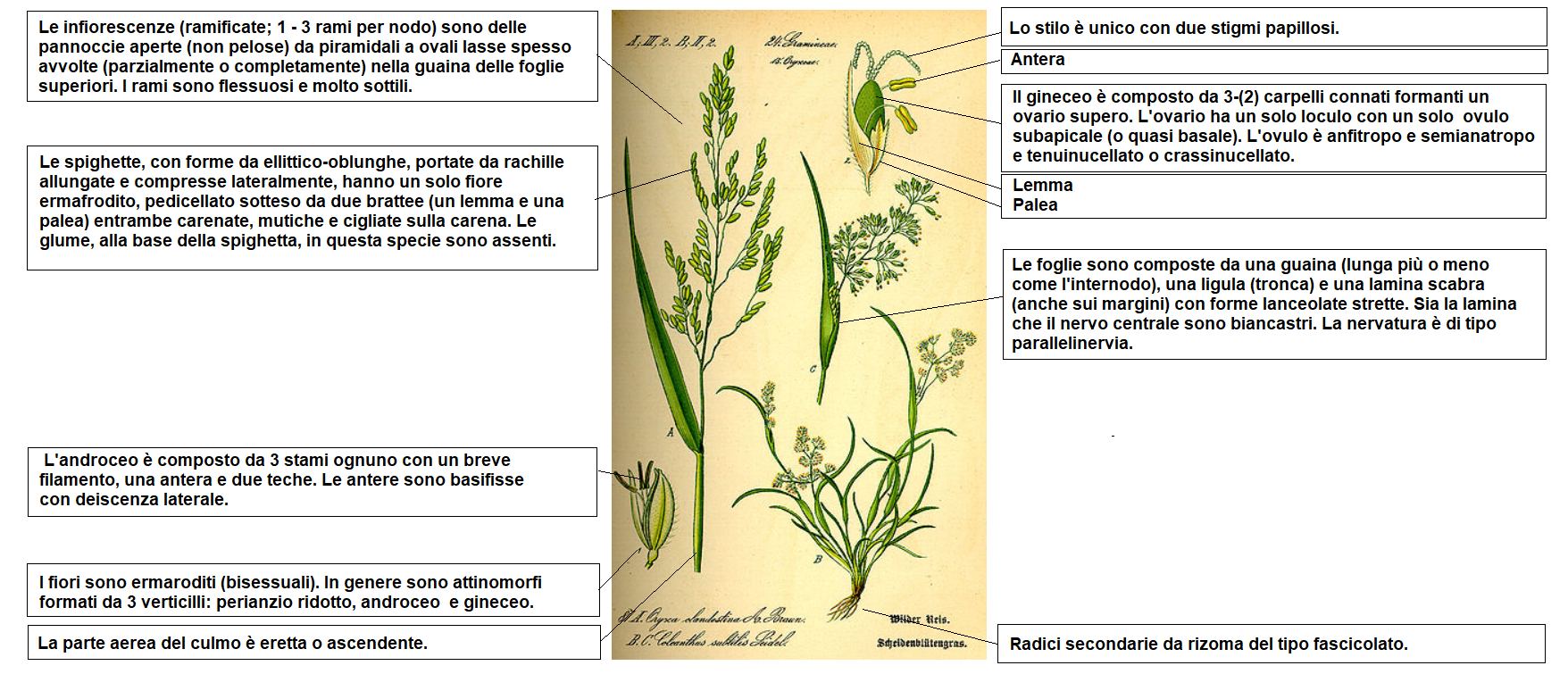
Descrizione delle parti della pianta

I frutti sono del tipo cariosside, ossia sono dei piccoli chicchi indeiscenti nel quale il pericarpo è formato da una sottile parete che circonda il singolo seme. In particolare il pericarpo è fuso al seme e aderente. La forma è allungata e appiattita. L'endosperma è duro, è presente inoltre un ilo lineare allungato. L'embrione è provvisto di epibalsto. I margini embrionali della foglia si sovrappongono.

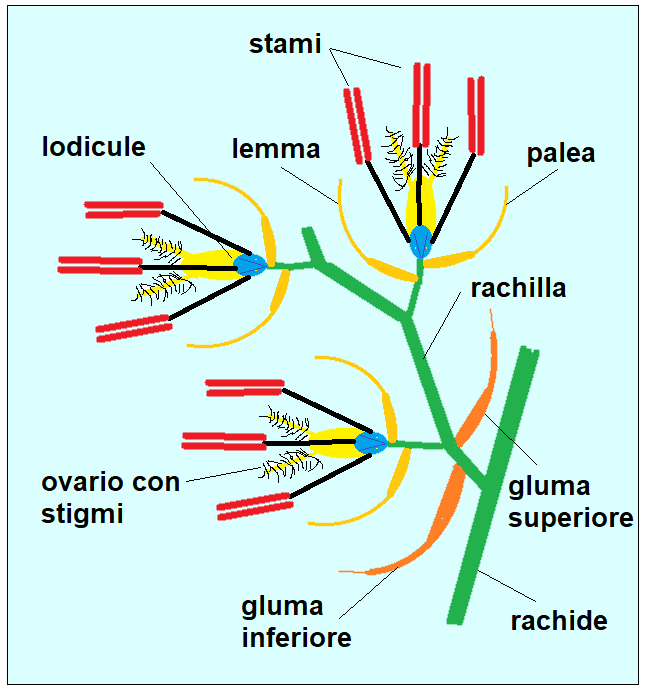
Spighetta generica con tre fiori

Dettagli morfologici
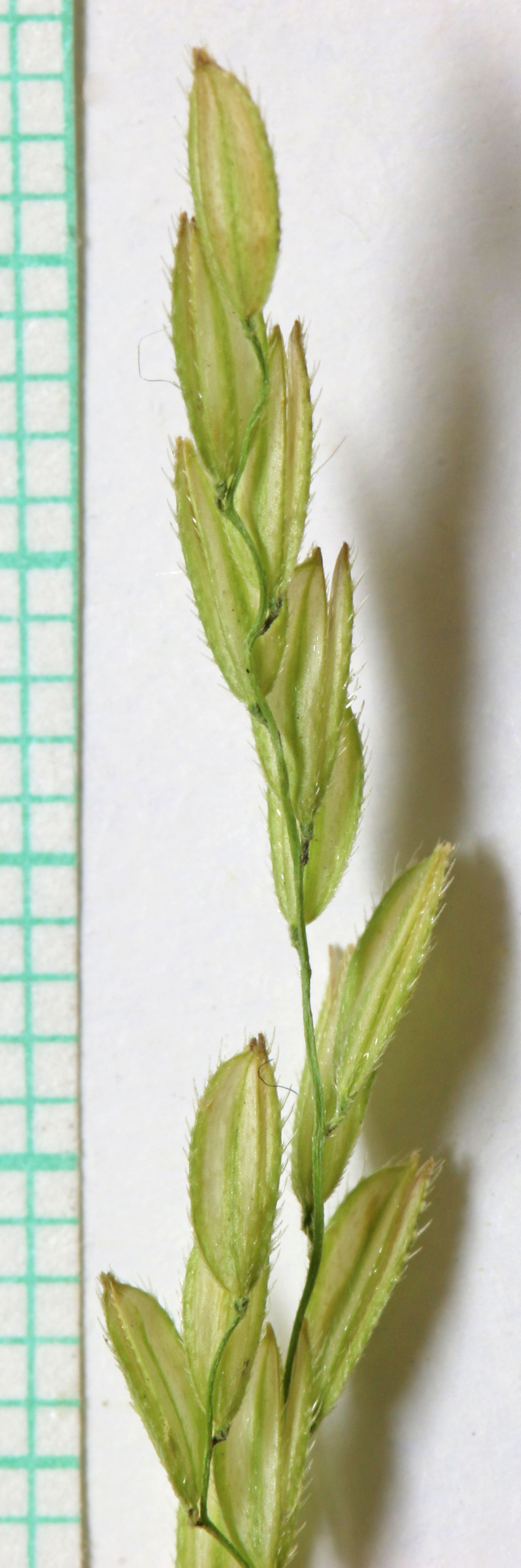
Spighette
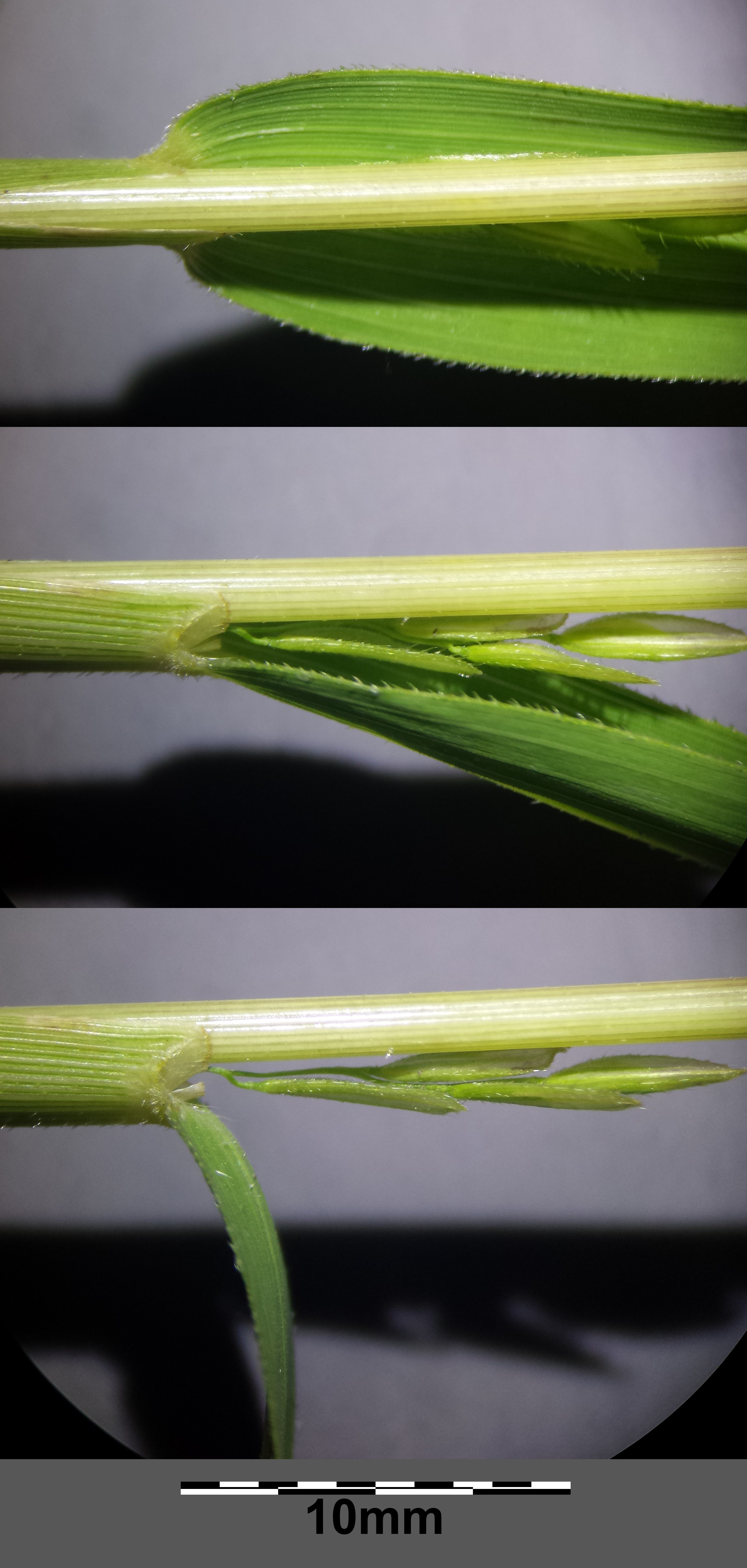
Guaina - Ligula- Lamina
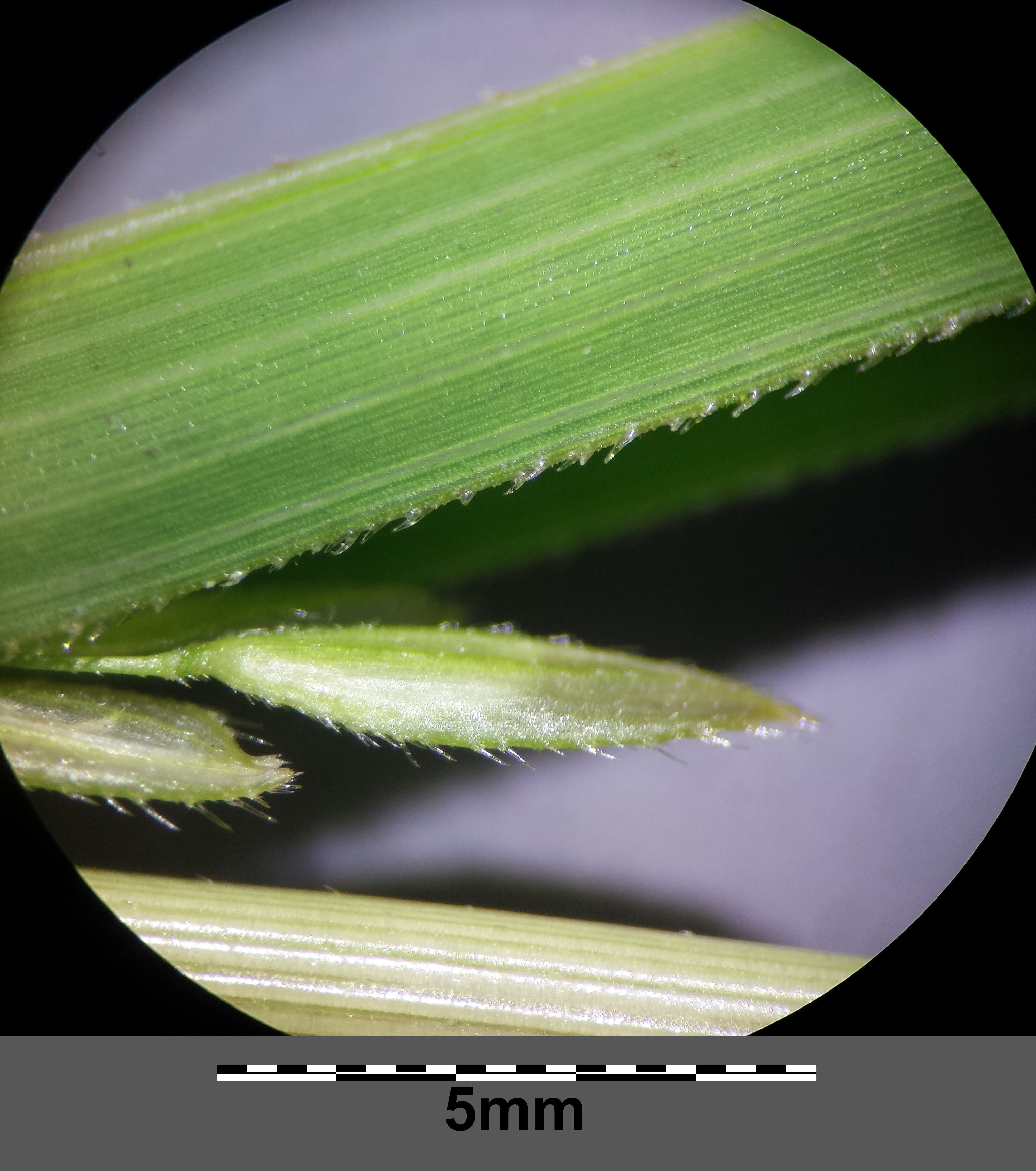
Lamina scabra ai margini
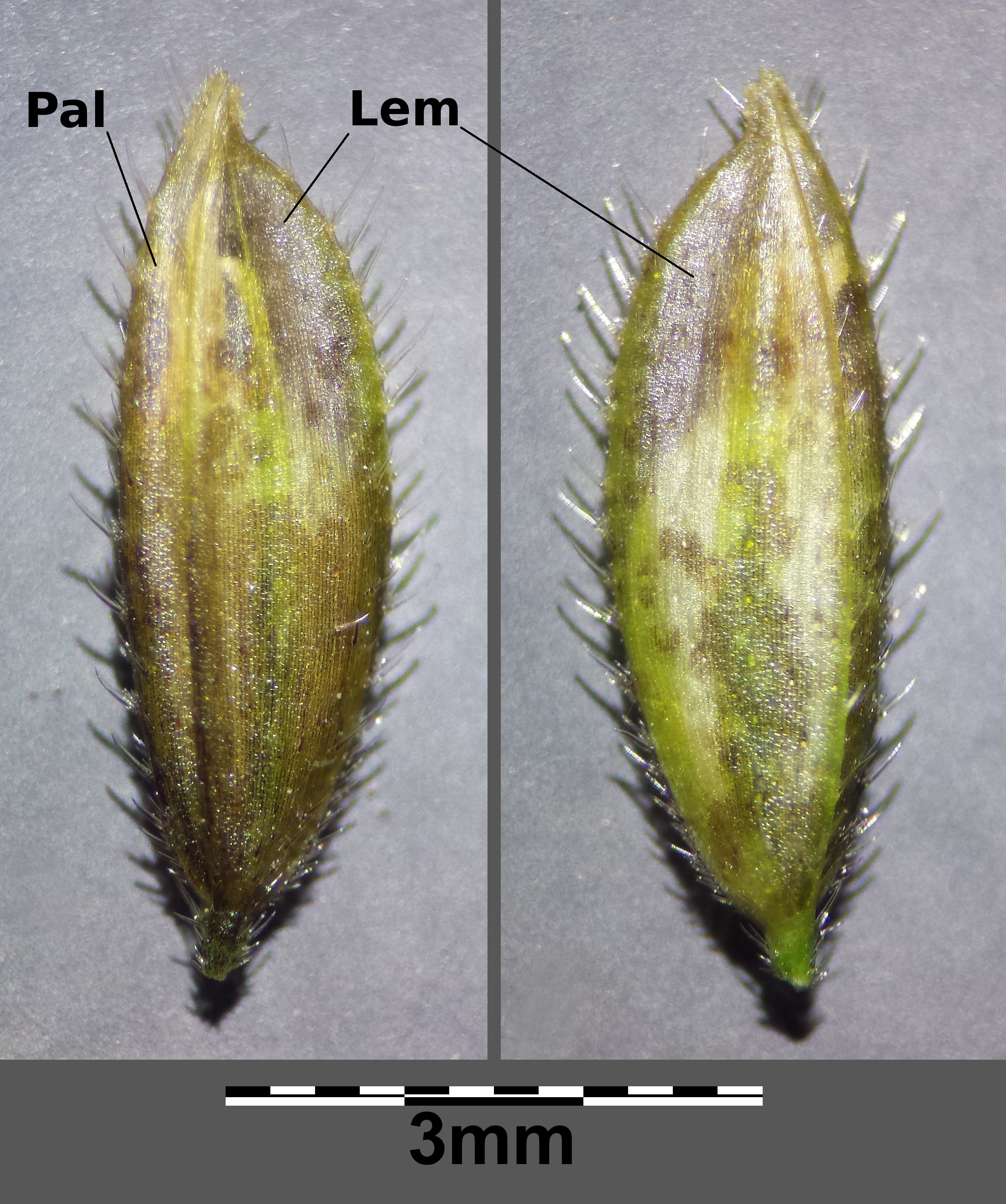
Palea - Lemma

## Biologia
In generale nelle erbe delle Poaceae la fecondazione avviene fondamentalmente tramite l'impollinazione dei fiori per via  anemogama. Gli stigmi piumosi sono una caratteristica importante per catturare meglio il polline aereo. In questa specie sono presenti fiori cleistogamici.
I semi cadendo a terra, dopo aver eventualmente percorso alcuni metri a causa del vento (dispersione anemocora) sono dispersi soprattutto da insetti tipo formiche (mirmecoria).

## Distribuzione e habitat

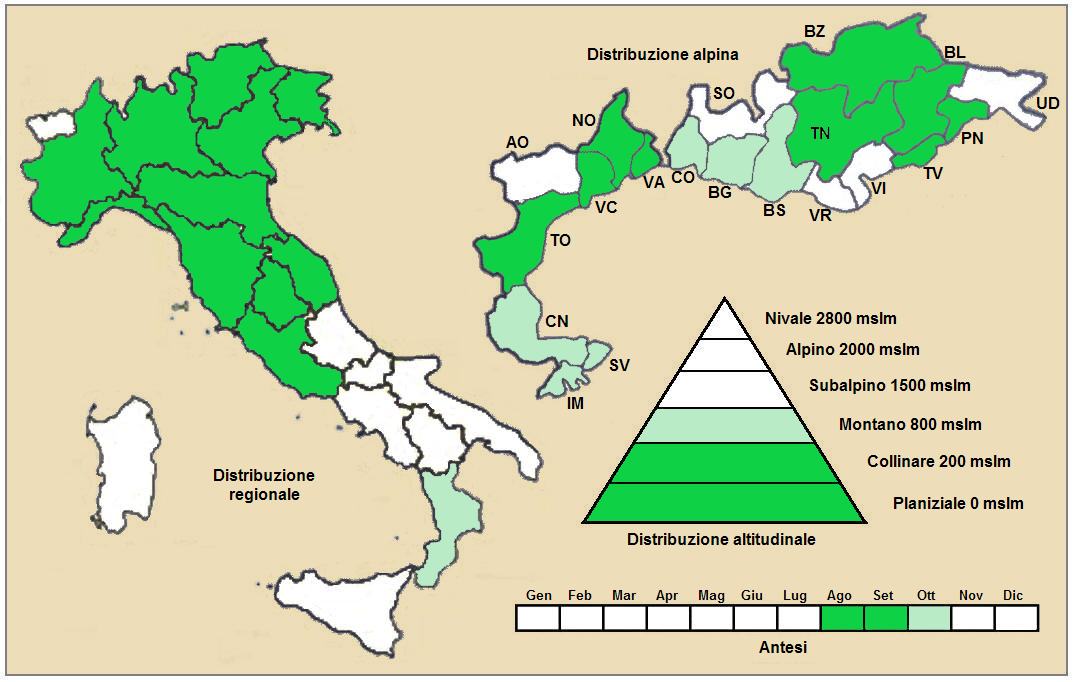
Distribuzione della pianta
(Distribuzione regionale – Distribuzione alpina)

- Geoelemento: il tipo corologico (area di origine) è Subcosmopolita; ma anche Eurasiatico / Nord Americano.
- Distribuzione: in Italia è una specie comune al Nord. È comunque una specie che diviene sempre meno frequente a causa delle bonifiche, canalizzazioni e drenaggi. Anche la generale eutrofizzazione delle acque sembra ostacolare la sopravvivenza e diffusione di questa specie.[9] Nelle Alpi ha una presenza discontinua. Fuori dall'Italia, sempre nelle Alpi, questa specie si trova in Francia (dipartimenti di Savoia), in Austria (tutti i Länder) e in Slovenia. Sugli altri rilievi europei collegati alle Alpi si trova nella Foresta Nera, Vosgi, Massiccio del Giura, Massiccio Centrale, Pirenei e Monti Balcani, Carpazi.[17] In Europa e nell'areale del Mediterraneo si trova ovunque compresa l'Anatolia e la Transcaucasia.[18] Fuori dall'Europa si trova in Africa settentrionale, Asia meridionale, America settentrionale. In Australia è una specie introdotta.[14]
- Habitat: l'habitat tipico per questa pianta sono le rive dei ruscelli e fossi, canali, stagni e risaie; ma anche canneti e paludi. Questa pianta assume grandi quantità di arsenico dal suolo e quindi utilizzabile per il filtraggio.[7] Questa specie è sinantropa, di origine nordamericana, e indifferente alla reazione del terreno; è soprattutto infestante nei campi di riso.[13] Il substrato preferito è calcareo ma anche siliceo con pH neutro, alti valori nutrizionali del terreno che deve essere bagnato.[17]
- Distribuzione altitudinale: sui rilievi queste piante si possono trovare fino a 300 m s.l.m. (in Asia fino a 1.100 m s.l.m.[14]); frequentano quindi i seguenti piani vegetazionali: collinare e in parte quello montano (oltre a quello planiziale – a livello del mare).

### Fitosociologia

#### Areale alpino
Dal punto di vista fitosociologico alpino Leersia oryzoides appartiene alla seguente comunità vegetale:
- Formazione: delle comunità delle megaforbie acquatiche.

- Classe: Phragmito-Magnocaricetea.

- Ordine: Phragmitetalia communis.

#### Areale italiano
Per l'areale completo italiano Leersia oryzoides appartiene alla seguente comunità vegetale:
- Macrotipologia: vegetazione erbacea sinantropica, ruderale e megaforbieti.

- Classe: Oryzetea sativae Miyawaki, 1960

- Ordine: Cypero difformis-echinochloetalia oryzoidis O. Bolòs & Masclans, 1955

- Alleanza: Oryzo sativae-echinochloion oryzoidis O. Bolòs & Masclans, 1955

Descrizione. L'alleanza Oryzo sativae-echinochloion oryzoidis è relativa alle risaie europee (in Italia localizzata prevalentemente nella Pianura Padana) e comprende un gruppo di erbe infestanti, per la maggior parte annuali, dei campi di Oryza sativa. Si tratta generalmente di specie terofitiche e crittogamiche (soprattutto alghe) di origine tropicale che si diffondono nelle aree di coltivazione del riso. Prediligono suoli intrisi d’acqua e temperature elevate ed hanno un ciclo biologico relativo ai soli mesi estivi.
Specie presenti nell'associazione: Echinochloa crus-galli, Cyperus difformis, Heteranthera reniformis, Schoenoplectus mucronatus, Alisma plantago-aquatica, Ammannia coccinea, Ammannia robusta e Echinochloa oryzoides.

## Tassonomia
La famiglia delle Poacee comprende circa 800 generi e oltre 9.000 specie. È una delle famiglie più numerose e più importanti del gruppo delle monocotiledoni. La famiglia è suddivisa in 12 sottofamiglie, Leersia oryzoides fa parte della sottotribù Oryzinae (tribù Oryzeae - sottofamiglia Ehrhartoideae).
Il numero cromosomico di Leersia oryzoides è: 2n = 28, 48 e 60.
Il basionimo per questa specie è: Phalaris oryzoides L., 1753.

### Sinonimi
Questa entità ha avuto nel tempo diverse nomenclature. L'elenco seguente indica alcuni tra i sinonimi più frequenti:
- Asperella oryzoides (L.) Lam.
- Asprella flexuosa Dulac
- Asprella oryzoides (L.) Schreb
- Ehrhartia clandestina Weber
- Homalocenchrus oryzoides (L.) Mieg ex Pollich
- Homalocenchrus oryzoides (L.) Haller
- Leersia asperrima Willd. ex Trin. [Invalid]
- Leersia oryzoides f. clandestina (G.H.Weber) Eames
- Leersia oryzoides f. glabra Eaton
- Leersia oryzoides f. inclusa (Weisbord ex Baen.) Dörfl.
- Leersia oryzoides f. maculosa (Waisb.) Soó
- Leersia oryzoides f. picta (Waisb.) Soó
- Oriza oryzoides Dalla Torre & Sarnth.
- Oryza clandestina (G.H.Weber) A.Braun ex Asch.
- Oryza clandestina f. inclusa Weisbord ex Baen.
- Oryza clandestina f. maculosa Waisb.
- Oryza clandestina f. patens Weisbord ex Baen.
- Oryza clandestina f. picta Waisb.
- Oryza oryzoides (L.) Dalla Torre & Sarnth.
- Oryza oryzoides (L.) Brand & W.D.J. Koch
- Phalaris oryzoides L.
- Poa hoffmanniana Opiz
- Poa paludosa Honck.

## Varietà
In Asia in alcune varietà le pannocchie si sviluppano all'interno delle guaine gonfiate delle foglie. In questo caso le spighette portano fiori cleistogamici con piccole antere quasi atrofizzate.